# Leonar Fiebag
Leonar Fiebag (auch: Leonor Fiebag; geboren vor 1894; gestorben nach 1914) war ein deutscher Theaterschauspieler. Unter anderem zählte er Anfang des 20. Jahrhunderts zum Berliner Ensemble von Max Reinhardt.

## Leben
Leonar Fiebag trat in der Spielzeit vom 21. Mai bis 16. September 1894 in Königshütte in Oberschlesien auf als darstellendes Mitglied am dortigen Sommertheater unter der Direktion von Julius Ricklinger. Ebenfalls in Oberschlesien und unter Ricklinger spielte Fiebag von Oktober 1894 bis Palmsonntag 1895 den ersten jugendlichen Gesellschafts-Liebhaber im Stadttheater von Oppeln und Beuthen.
Anfang des 20. Jahrhunderts nahm Fiebag ein Engagement an dem kurz zuvor in Berlin erbauten Neuen Schauspielhaus wahr.
1911 spielte Fiebag in Wien im Gebäude von Zirkus Busch den dritten Chorleiter in der von Hugo von Hofmannsthal bearbeiteten Tragödie König Ödipus unter der Regie von Max Reinhardt.
Fiebag sprach im Jahr 1912 eine größere Anzahl Rezitationen auf Schallplatten für den Sprachlehrer Otto Driesen ein. Auf den Labels wird er als Mitglied des Deutschen Theaters, Berlin, bezeichnet. Vermutlich zählte er in Berlin, wo er privat im Haus Augustastraße 6 in Wilmersdorf wohnte, schon seit mindestens 1911 zum Ensemble des von Professor Max Reinhardt geleiteten Deutschen Theaters. Dort war Fiebag sowohl als einer der Schauspiel-Vorstände als auch als darstellendes Mitglied mit Regie-Funktion tätig.